# Nardo Fotballklubb
Il Nardo Fotballklubb è una società calcistica norvegese con sede nella città di Trondheim. Milita nella 3. divisjon, quarto livello del campionato norvegese. Il club fu fondato nel 1971 e gioca le proprie partite casalinghe al Nissekollen.

## Storia
Il Nardo fu fondato il 17 gennaio 1971, da un gruppo di ex membri del Nidelv. Il club vinse la 6. divisjon 1973, iniziando la propria scalata verso le serie superiori. Dopo due decenni passati nei campionati amatoriali, il Nardo si guadagnò l'accesso alla 1. divisjon nel 1992. Nel 1993 raggiunse il quarto posto finale in campionato, miglior risultato della storia della squadra. Al termine della 1. divisjon 1996, retrocesse nella divisione inferiore. Da quel momento, non riuscì più a tornare in cadetteria. Il Nardo finì anche nella 3. divisjon, tornando al livello superiore soltanto a partire dal 2007.

## Statistiche e record

### Statistiche di squadra
La vittoria più larga in campionato della storia del Nardo arrivò nel 1991, con un successo per 13-1. La peggior sconfitta arrivò invece contro il Selbu, con il punteggio di 0-9, nel corso del 1982. Il maggior numero di spettatori per una gara casalinga fu datato 1993, quando alla sfida contro il Tromsdalen assistettero circa 1.200 persone.

### Statistiche individuali
Terje Myrseth è il detentore del record di presenze in squadra, con 205 incontri disputati. Il miglior marcatore della storia del club è invece Arild Nordfjærn, con le sue 81 reti. Per quanto riguarda i trasferimenti, il Nardo vendette Tor Trondsen al Moss per la cifra di 300.000 corone, in quella che fu la cifra più remunerativa mai incassata dal club. Svein Inge Haagenrud fu invece il giocatore più costoso della storia della squadra, che per il suo cartellino pagò al Sørumsand 70.000 corone.

## Palmarès

### Altri piazzamenti
- 2. divisjon:

Secondo posto: 2012 (gruppo 2)
Terzo posto: 2015 (gruppo 4)

## Organico

### Rosa
Rosa aggiornata al 9 aprile 2013.
| N. |                     | Ruolo | Calciatore       |
| -- | ------------------- | ----- | ---------------- |
| 1  | Norvegia (bandiera) | P     | Herman Rinholm   |
| 3  | Norvegia (bandiera) | D     | Stian Berre      |
| 4  | Norvegia (bandiera) | D     | Stig Kammen      |
| 5  | Norvegia (bandiera) | D     | Richard Meland   |
| 6  | Norvegia (bandiera) | C     | Morten Ravlo     |
| 7  | Norvegia (bandiera) | A     | Jonas Wiseth     |
| 8  | Norvegia (bandiera) | C     | Aqqalu Lyberth   |
| 9  | Norvegia (bandiera) | D     | Øyvind Pettersen |
| 10 | Norvegia (bandiera) | A     | Christian Hjorth |
| 11 | Norvegia (bandiera) | C     | Håkon Hjelle     |
| 15 | Norvegia (bandiera) | A     | Joakim Solem     |

| N. |                     | Ruolo | Calciatore        |
| -- | ------------------- | ----- | ----------------- |
| 16 | Norvegia (bandiera) | C     | Even Nærum        |
| 17 | Norvegia (bandiera) | C     | Magnus Bjerke     |
| 18 | Norvegia (bandiera) | C     | Samuel Suphellen  |
| 19 | Norvegia (bandiera) | A     | Hans Nordvoll     |
| 21 | Norvegia (bandiera) | A     | Emil Hansen       |
| 22 | Norvegia (bandiera) | C     | Albert Berbatovci |
| 23 | Norvegia (bandiera) | C     | Magnus Aasarød    |
| 24 | Norvegia (bandiera) | A     | Marwan Palani     |
| 25 | Norvegia (bandiera) | P     | Kent Ove Hagen    |
| 26 | Norvegia (bandiera) | C     | Andreas Rishaug   |

### Staff tecnico
- Allenatore:  Tormod Bjerkeset
- Assistente:  Geir Kojen
- Preparatore dei portieri:  Jakob Kaas